# Josef Brandauer
Josef Brandauer (* 11. August 1921 in Hallein; † 17. November 1988 ebenda) war ein österreichischer Politiker (SPÖ) und Gemeindebeamter. Er war von 1959 bis 1974 Abgeordneter zum Salzburger Landtag und von 1969 bis 1974 Präsident des Landtages.

## Ausbildung und Beruf
Brandauer besuchte die Volks- und Hauptschule in Hallein und absolvierte im Anschluss die Handelsschule in Salzburg. Er besuchte in der Folge die kaufmännische Berufsschule in Salzburg und arbeitete dort von 1938 bis 1940 in einer Baustoff- und Werkzeuggroßhandlung. 1940 wurde er zum Reichsarbeitsdienst eingezogen und in der Folge bis 1945 zum Kriegsdienst während des Zweiten Weltkriegs eingesetzt. Er kehrte 1945 aus der sowjetischen Kriegsgefangenschaft zurück und trat 1945 als Beamter in den Dienst der Stadt Hallein, wobei er als Stadtkassier beschäftigt war.

## Politik und Funktionen
Nach der Rückkehr aus dem Krieg trat Brandauer 1945 der Sozialdemokratischen Partei bei und übernahm 1950 die innerparteiliche Funktion des SPÖ-Stadtparteiobmann von Hallein. Noch im selben Jahr wurde er Bezirksparteivorsitzender der SPÖ Tennengau, zudem war er von 1945 bis 1954 als Obmann der provisorischen Personalvertretung der Stadtgemeinde Hallein aktiv. Am 2. Juli 1959 wurde Brandauer als Abgeordneter zum Salzburger Landtag angelobt, dem er bis zum 21. Mai 1974 angehörte. Er wurde am 14. Mai 1969 zum Präsidenten des Landtags gewählt und übte dieses Amt bis zu seinem Ausscheiden aus dem Landtag aus. Lokalpolitisch engagierte er sich von 1952 bis 1954 als Mitglied der Gemeindevertretung von Hallein und Klubvorsitzender der SPÖ-Gemeinderatsfraktion, danach war er von 1954 bis 1958 Vizebürgermeister und von 1958 bis 1976 Bürgermeister seiner Heimatgemeinde.
Brandauer war ab 1959 Bezirksobmann der „Arbeitsgemeinschaft sozialistischer Gemeindevertreter“ im Tennengau und von 1959 bis 1965 Landesvorstandsmitglied dieser Vereinigung. Innerparteilich wirkte er zudem als Mitglied der Landesparteivertretung der SPÖ Salzburg und ab 1949 als Obmann der Ortsgruppe Hallein der Naturfreunde.

## Auszeichnungen
- Großes Goldenes Ehrenzeichen mit dem Stern für Verdienste um die Republik Österreich (1971)
- Großes Ehrenzeichen des Landes Salzburg (1974)
- Ehrenbürger von Hallein (1976)